# 塔馬拉克斯普林斯 (加利福尼亞州)
塔馬拉克斯普林斯（英語：Tamarack Springs）是位於美國加利福尼亞州卡拉韋拉斯縣的一個非建制地區。該地的面積和人口皆未知。

## 地理
塔馬拉克斯普林斯的座標為38°26′25″N 120°04′59″W / 38.44028°N 120.08306°W，而該地的平均海拔高度為2148米（即7047英尺）。